# Monges calatraves
Les Monges Calatraves, Comanadores de l'Orde de Calatrava o, avui, Cistercenques Calatraves són un orde monàstic femení, dedicat a la vida contemplativa, que és la branca femenina de l'orde militar de Calatrava. Va ser fundat el 1219 i avui forma part de l'Orde del Cister, on els seus dos monestirs formen part de la Federació de Monges Cistercenques de la Regular Observança de Sant Bernat d'Espanya.

## Història
Els cavallers de Calatrava van considerar que calia que, en la seva missió de lluitar contra els infidels, algú s'ocupés de pregar per l'èxit de les campanyes i fes, per ells, una vida cristiana. Van crear, doncs, una comunitat femenina que havia de dedicar-se a la pregària contemplativa per l'èxit de l'Orde de Calatrava, el treball manual i l'ofici diví.
La primera fundació va ser la de San Felices d'Amaya, prop de Burgos, en 1219, sota el mestre general Gonzalo Yáñez de Novoa. De ben aviat van ser conegudes com a monges calatraves o comanadores calatraves. Com l'orde masculí, seguien la regla cistercenca. Vestien cogulla blanca amb escapulari negre, sobre el qual hi havia la creu vermella de Calatrava.
Les comunitats femenines depenien del mestre de l'orde, que delegava les seves funcions en algun comanador i en la superiora del monestir. El mestre havia d'admetre els ingressos de noves monges, donava permisos a l'abadessa, n'autoritzava les gestions (sobretot econòmiques) i visitava cada tres anys els monestirs, fent un informe sobre la vida a la comunitat i apuntant-ne aspectes que havien de millorar. En ocasió de la visita triennal es procedia a l'elecció d'abadessa, que presidia el mestre. Si entre aquesta i el mestre hi havia algun conflicte, la jurisdicció superior era l'abat de Morimond, de qui depenia l'Orde de Calatrava.
Les necessitats de tota mena de les comunitats havien de ser cobertes per l'Orde de Calatrava, que també cobria les capellanies necessàries. El 1522 l'orde de Calatrava s'havia incorporat, com a orde de cavalleria honorífic a la Corona d'Espanya. Els convents de monges van continuar existint amb la mateixa vida contemplativa i sota la regla cistercenca.
En 1965, les dues comunitats calatraves existents van passar a formar part de la Federación de Monjas Cistercienses de la Regular Observancia de San Bernardo de España.

## Fundacions

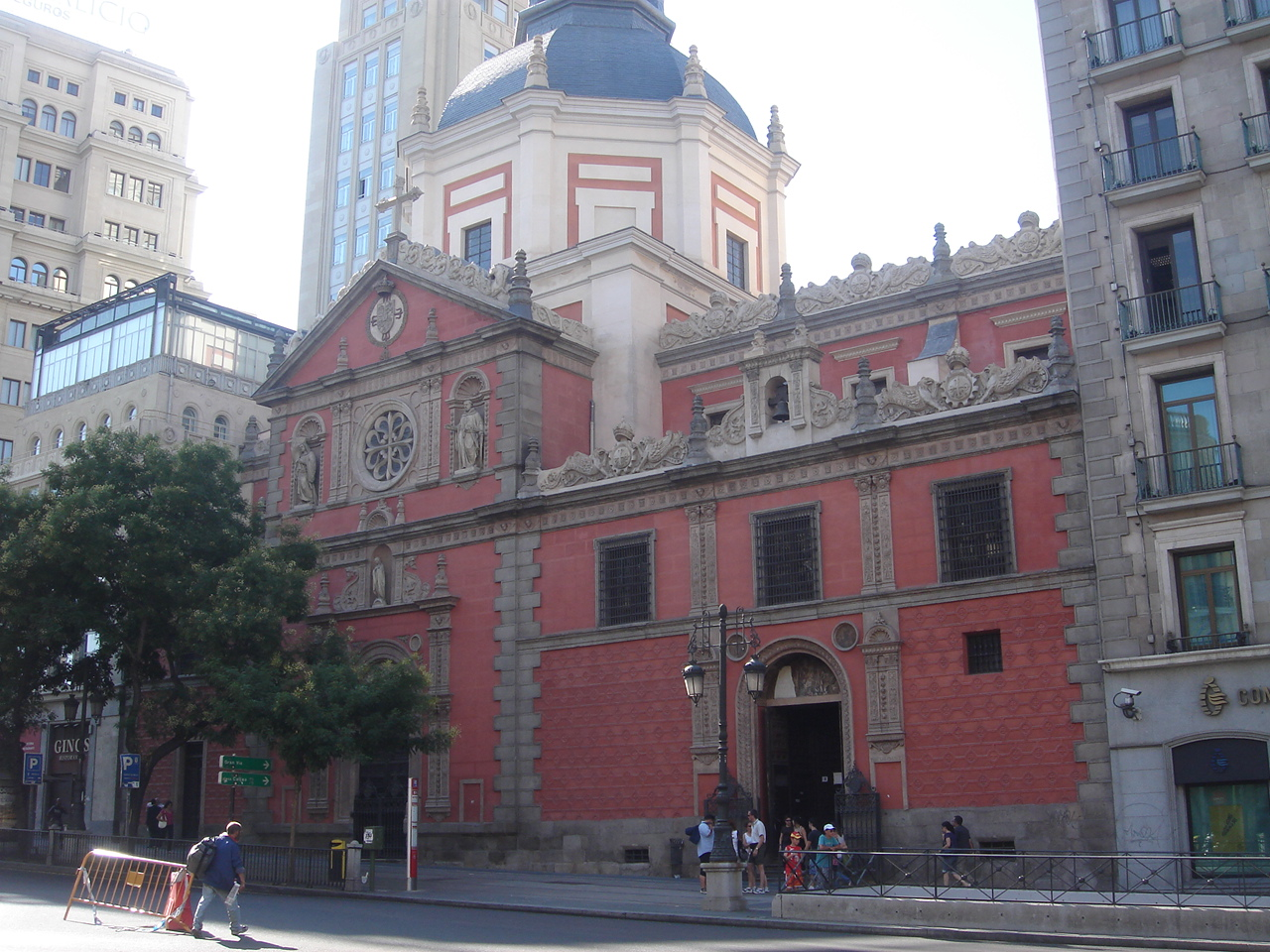
Església i antic convent de les Calatraves de Madrid, avui parròquia

L'any 1265, el monestir cistercenc de Pinilla de Jadraque (Guadalajara) va passar a l'orde de Calatrava, essent ocupat per monges comanadores. Una tercera comunitat va fundar-se a Almagro, al convent de l'Assumpció, el 1544.
En 1576, la comunitat de Pinilla de Jadraque es va haver de traslladar: Un edicte de Felip II obligava les comunitats femenines que vivien a monestirs aïllats a traslladar-se a nuclis de població. Van anar a Almonacid, prop de Zorita de los Canes. Les condicions de salubritat del lloc no eren bones, però: Als primers anys d'estada hi van morir 24 monges.
L'abadessa Jerónima de Velasco va traslladar la comunitat a Madrid, en 1623; després de diverses ubicacions, s'instal·laren definitivament a l'actual carrer d'Alcalá, on hi ha encara l'església anomenada de las Calatravas, iniciada en 1670. El temple va ser utilitzat pels cavallers de Calatrava que vivien a la cort. Van desallotjar el convent en 1874. La comunitat va estar a punt de desaparèixer, però en 1896 va instal·lar-se a Fuencarral i va tenir noves vocacions.
Avui l'orde compta amb dos monestirs: el de Moralzarzal, a Madrid, on el 1989 va traslladar-se la comunitat que havia començat a Pinilla de Jadraque, i el de Burgos, hereu de la primera comunitat de San Felices.